# 軽井沢町旧スイス公使館
軽井沢町旧スイス公使館（かるいざわまちきゅうスイスこうしかん、英語: Former Legation of Switzerland in Karuizawa / Former Swiss Legation in Karuizawa）は、第二次世界大戦末期にスイス公使館として使われていた長野県北佐久郡軽井沢町にある建造物。

## 概要
1933年（昭和8年）に実業家前田栄次郎が軽井沢の土地を購入して日本初の貸別荘前田郷を創業し、1942年（昭和17年）に前田郷を構成する別荘群の一棟として深山荘（みやまそう）が建設された。
その後連合国軍による首都圏への空襲が近いうちに始まると予想された1944年（昭和19年）夏、日本政府が在京外国人を軽井沢に疎開するよう命じたことを受けて（実際に1945年（昭和20年）の春から東京中心地への空襲が開始された）、カミーユ・ゴルジェ公使を筆頭とするスイス公使館が深山荘へ移転する。軽井沢のスイス公使館は、1945年9月に大日本帝国が降伏して外交権を喪失するまで存続した。当時の軽井沢の地元の人々は、戦前から外国人居住者と接することに慣れていたため、公使館やスイス人コミュニティとも温かく接していたと伝えられている。
1967年（昭和42年）から2006年（平成18年）まで、東京電機大学の学生寮として使われたが、大学はこの歴史的建物にほとんど手を加えなかった。
2007年（平成19年）、老朽化と利用者の減少で大学による維持が難しくなったため、売却し更地にするという話が持ち上がった。建物の譲渡を打診された町も移築経費の多大さなどから保存を見送っていた。しかしその後、保存を求める数多くの署名運動などから、建物解体の計画は立ち消えとなり、2008年（平成20年）に町有となった。
2015年（平成27年）1月27日、本館は軽井沢町指定の有形文化財に登録された。

## 終戦時の動向の謎
このスイス公使館から1945年8月10日、ポツダム宣言受諾の打電を連合国側に送ったとされていた。しかし、当時外務省軽井沢事務所長であった大久保利隆は、晩年にこの説を否定しており、「当時軽井沢から海外へ電報を打つことはできなかった」という。一方で、ゴルジェ公使をはじめとする当時のスイス外交当局から、終戦直前2カ月弱の間に19通も「イミュニテ カルイザワ（軽井沢を爆撃しないでほしい）」という謎の電報を連合国側に送っていたことがわかっている。筑波大学教授の花里俊廣は「国体（皇室）をつぶすな」の意で使用していたのではないかとの解釈を示しており、それが正しければ、ゴルジェ公使を通じて中立国スイスが米英に「国体護持」の可能性を打診し、和平交渉を行っていたことになり、昭和天皇が終戦を聖断した根拠の一つとなる。
なお軽井沢町誌には、「家主であった前田栄次郎は十五日以前に終戦を知り、フランス・チェコスロバキア（旧）・オーストラリアの公使館では、盛んなパーティーをはじめた。軽井沢の住民たちは、だれよりも先に敗戦が事実であることを知らされていた」とつづられている。  

## 施設
建物は敷地面積2100m2、延床面積485m2の一部2階建て。
1階に厨房やボイラー室、使用人の部屋、2階中央八角形のホールの両脇に宿泊者用の部屋（ベランダ付き8畳の洋間5室、6畳洋間5室、6畳日本間5室）がある。

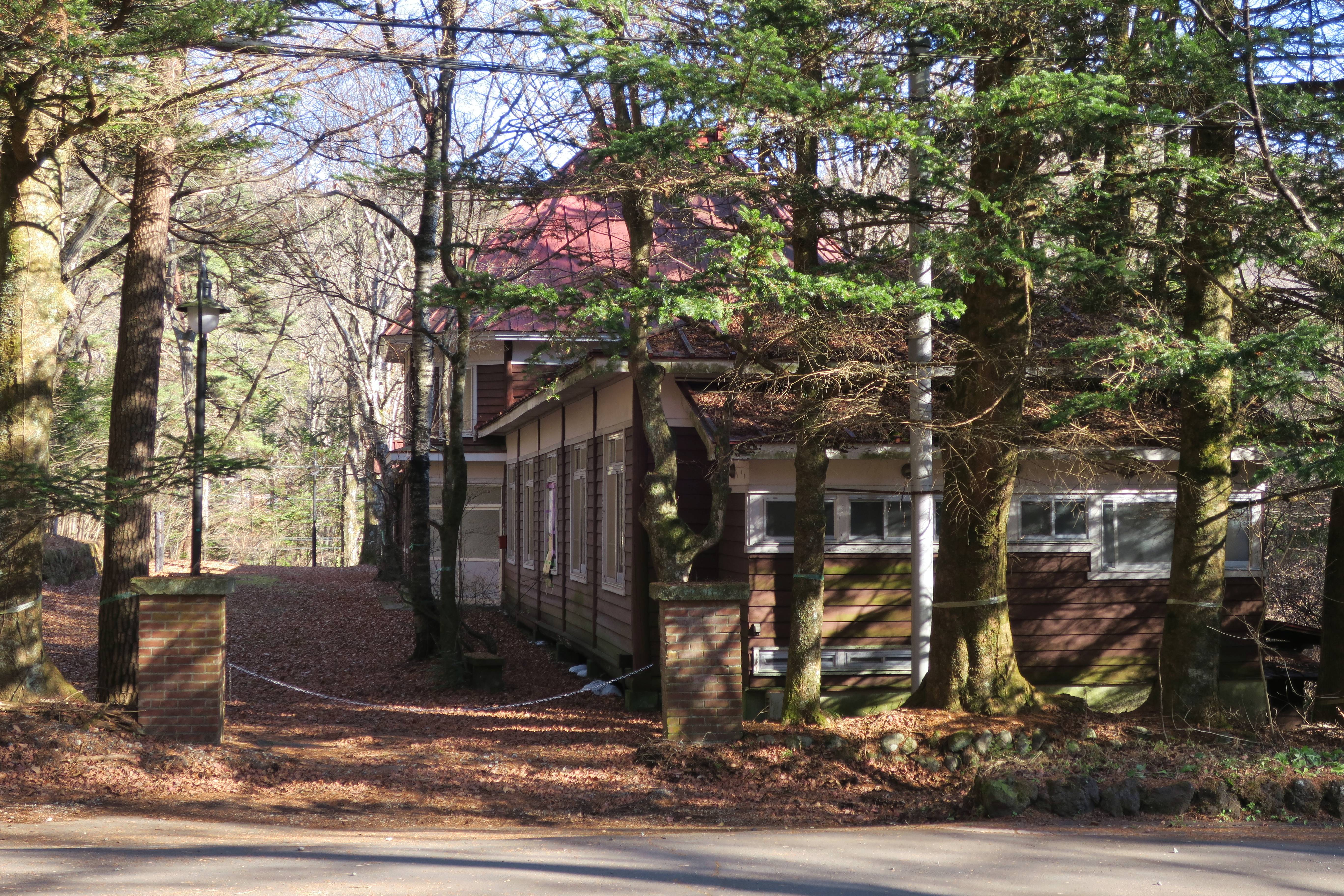
門柱

## 住所
〒389-0102　長野県北佐久郡軽井沢町軽井沢字深古屋1369-21

## 関連文献
- 高川邦子『ハンガリー公使大久保利隆が見た三国同盟　ある外交官の戦時秘話』 芙蓉書房出版、2015年
- 『駐日スイス公使が見た第二次世界大戦 カミーユ・ゴルジェの日記』 大阪大学出版会、2023年

クロード・ハウザー校訂／ピエール＝イヴ・ドンゼ解説、鈴木光子訳

## 周辺
- 旧三笠ホテル - 地理的に近いだけでなく、第二次世界大戦末期には外務省軽井沢出張所が当ホテルに設けられ駐日各国大使・公使との窓口となっていた
- 有島武郎終焉地碑
- 軽井沢聖パウロカトリック教会
- 脇田美術館（脇田和美術館）